# توماس مونتسر
توماس مونتسر، (شتولبيرغ 1489 - مولهاوزن 27 مايو 1525) ممن عُرفوا بالمصلحين المسيحيين الأوائل، وهو القس الألماني تزعم المتمردين خلال حرب الفلاحين الألمانية على النبلاء ورجال الدين سنة 1524، تم أسره عند انهيار الثورة وأُعدم. وكان واعظًا ألمانيًا ولاهوتيًا راديكاليًا في عملية الإصلاح المبكرة. أدّت معارضته لكل من مارتن لوثر والكنيسة الكاثوليكية الرومانية إلى تحديه الصريح للسلطة الإقطاعية المتأخرة في ألمانيا الوسطى. وكان مونتسر في مقدمة المصلحين الذين أخذوا القضيّة مع حلول لوثر التوفيقية مع السلطة الإقطاعية. وقد أصبح زعيمًا للفلاحين الألمان والانتفاضة العامية عام 1525 المعروفة باسم حرب الفلاحين الألمان. وقد أُسِر بعد معركة فرانكينهاوزن، وعُذب وأُعدم.

## النشأة وتعليمه
ولد توماس مونتسر في أواخر عام 1489 (أو ربما في أوائل عام 1490)، في مدينة ستولبرغ الصغيرة في جبال هارز في ألمانيا. وقد تبين منذ فترة طويلة أن أسطورة إعدام والده من قبل السلطات الإقطاعية غير صحيحة. هناك أسباب وجيهة تدعونا إلى الافتراض أن مونتسر كان يتمتع بخلفية وتربية مريحة نسبيًا، كما يتضح من تعليمه الطويل. كان والداه لا يزالان على قيد الحياة في عام 1520، إذ كانت والدته على فراش الموت في ذلك الوقت تقريبًا.
بعد فترة وجيزة من عام 1490 انتقلت العائلة إلى مدينة كويدلينبرغ المجاورة والأكبر قليلًا، وكان توماس مونتسر من كويدلينبرج قد التحق بجامعة لايبزيغ عام 1506. قد يكون درس فيها الفنون أو حتى اللاهوت: فالسجلات ذات الصلة مفقودة، ومن غير المؤكد ما إذا كان مونتسر قد تخرج بالفعل من لايبزيغ. والتحق بعد ذلك في أواخر عام 1512 في جامعة فيادريانا في فرانكفورت أودر. ولم يُعرف ما الدرجات التي حصل عليها بحلول عام 1514، عندما وجد عملًا داخل الكنيسة: من شبه المؤكد أنه حصل على درجة البكالوريوس في علم اللاهوت و/أو الفنون؛ ومن المحتمل ولكن أقل تأكيدًا لحصوله على شهادة الماجستير في الفنون. وقد كانت سجلات الجامعة مليئة بالثقوب أو مفقودة بالكامل.
وفي وقت ما خلال هذه الفترة الغامضة من حياته، وربما قبل دراسته في فرانكفورت، تولى منصب مدرس مساعد في المدارس في هاله وأشرسليبن، وفي ذلك الوقت، ويُزعم أنه وفقًا لاعترافه الأخير شكل (رابطة) ضد رئيس أساقفة ماغديبورغ الحالي ــ ولم يُعرف ما انتهت إليه عملية تشكيل الرابطة على الإطلاق.

## عمله المبكر والاتصالات في فيتنبرغ
شغل منصب كاهن في بلدة براونشفايغ (برونسويك) في مايو من عام 1514، حيث شغله على نحو متقطع في السنوات القليلة المقبلة. وهنا بدأ يشكك في ممارسات الكنيسة الكاثوليكية، وينتقد على سبيل المثال بيع صكوك الغفران. وفي رسائل هذا الوقت، يخاطبه أصدقاؤه على أنه (معاقب الآثمين). كما تمكن من العثور على وظيفة مدير مدرسة في نونيري في فارز بالقرب من اسكرزلبين بين عامي 1515 و 1516.
وفي خريف عام 1517، كان في فيتنبرغ والتقى بمارتن لوثر وشارك في المناقشات العظيمة التي سبقت نشر قضايا لوثر الخمس والتسعون. وقد حضر محاضرات في الجامعة هناك، وتعرض لأفكار لوثر وكذلك لأفكار أخرى نشأت عن النهضة الإنسانية، ومن بينها أندرياس بودينشتاين فون كارلشتات، الذي أصبح فيما بعد معارضًا للوثر جذريًا. ولم يبقى مونتسر في فيتنبرغ لفترة طويلة، وأُبلغ عنه في مواقع أخرى مختلفة في تورينغيا وفرانكونيا.
استمر في الحصول على أجر مقابل منصبه في براونشفايغ حتى أوائل عام 1519، عندما ظهر في بلدة يوتربوغ  شمال شرق فيتنبرغ حيث طُلب منه أن يقف نيابة عن الداعية فرانز غونتر. وكان غونتر يبشر بالفعل بالإنجيل المصلح، لكنه وجد نفسه مهاجمًا من قبل الفرنسيسكان المحليين؛ فقد طلب إجازة وغادر المكان مرسلًا مونتسر. فأكمل الأخير ما تركه غونتر. وقبل أن يمر وقت طويل، كان الكنسيون المحليون يشكون بمرارة من (مقالات) مونتسر الابتداعية التي تحدت كلًا من تدريس الكنيسة والمؤسسات الكنسية. لم يكن مونتسر في هذه المرة يتبع تعاليم لوثر فحسب؛ بل كان قد بدأ بالفعل دراسة أعمال الصوفيين هاينريش زويزه ويوهانس تاولر، وكان يتسائل بجدية عن إمكانية التنوير من خلال الأحلام والرؤى، واستكشف بدقة التاريخ المبكر للكنيسة المسيحية، وكان في مراسلات مع إصلاحيين متطرفين آخرين مثل كارلشتات.
حضر مونتسر المناقشات في لايبزيغ في يونيو عام 1519 بين الإصلاحيين في فيتنبرغ (لوثر، وكارلشتات، وفيليب ميلانشثون) وبين التسلسل الهرمي للكنيسة الكاثوليكية (والذي يمثله يوهان إيك). وقد كانت تلك إحدى أعلى غاياته في الإصلاح المبكر. ولم يغفل لوثر عن مونتسر، الذي أوصى به في موقع مؤقت في بلدة زويكاو. ومع ذلك، في نهاية ذلك العام، كان لا يزال يعمل في نونيري في بيوديتز، بالقرب من مدينة فايسنفلس. وقد أمضى كامل الشتاء في دراسة الأعمال التي يقوم بها الصوفيون والإنسانيون ومؤرخو الكنيسة.

## تسفيكاو
في مايو عام 1520، تمكن مونتسر من الاستفادة من التوصية التي قدمها لوثر قبل عام، ووقف كبديل مؤقت لواعظ إصلاحي/إنساني يدعى يوهان سيلفانوس إيغرانوس في كنيسة سانت ماري في بلدة زويكاو المزدحمة (إذ كان يقدر السكان في ذلك الوقت 7,000 نسمة تقريبًا)، بالقرب من الحدود مع بوهيميا.
كانت مدينة تسفيكاو تتوسط منطقة مناجم الحديد والفضة المهمة في جبال الخام، وكانت أيضًا موطنًا لعدد كبير من العوام، والذين كانوا أساسًا من النساجين. وقد تسللت إلى المدينة أموال من عمليات التعدين، ومن الازدهار التجاري الذي ولده التعدين. ولقد أدى هذا إلى تزايد الانقسامات بين المواطنين الأثرياء والفقراء، وتوحيد متوازٍ بين أصحاب المصانع الأكبر حجمًا وبين الحرفيين الصغار. فالتوترات الاجتماعية كانت مرتفعة. وكانت مدينة قد هيأت الظروف التي كانت تنذر بمسار العديد من البلدات على مدى القرنين التاليين، وإن كانت استثنائية في ذلك الوقت.
وفي سانت ماري، انطلق مونتسر بينما كان قد بدأ في يوتربورغ. وقد أدخله ذلك في صراع مع ممثلي الكنيسة القائمة. إلا أنه لا يزال يعتبر نفسه تابعًا لوثر، ولذلك فهو يحتفظ بتأييد مجلس المدينة. لدرجة أنه عندما عاد إغرانوس إلى منصبه في أواخر سبتمبر عام 1520، قام مجلس المدينة بتعيين مونتسر في منصب دائم في كنيسة سانت كاثرين.
كانت كنيسة سانت كاثرين كنيسة النساجين، كان يوجد بالفعل في تسفيكاو حركة إصلاح مستوحاة من حركة إصلاح الهوسيون من القرن الخامس عشر حتى قبل وصول المذاهب اللوثرية، وخاصة في نكهته التابوريتية الراديكالية المروعة. كانت هذه الحركة قوية بشكل خاص بين النساجون التسفيكاويون إلى جانب الروحانية. كان نيكولاوس شتورش نشيطًا هنا، وهو راديكالي علم نفسه بنفسه ووضع كل الثقة في الوحي الروحي من خلال الأحلام. وفي وقت قريب أصبح هو وومونتسر يعملان بتعاضد وتناغم. وجد مونتسر نفسه في الأشهر التالية على خلاف متزايد مع إيغرانوس، الممثل المحلي لحركة فيتنبرغ، والذي تورط على نحو متزايد في أعمال شغب ضد القساوسة الكاثوليك المحليين. وقد أصبح مجلس المدينة متوترًا مما كان يجري في سانت كاثرين، وفي أبريل عام 1521 في النهاية قرر أن الكيل قد طفح: فقد فُصل مونتسر من منصبه وأُجبر على مغادرة تسفيكاو.

## شهور من التجول في براغ
سافر مونتسر في البداية عبر الحدود إلى بوهيميا إلى مدينة زاتيك (ساز)؛ وكانت هذه المدينة معروفة بأنها واحدة من (القلاع الآمنة) الخمسة للتابوريين الراديكاليين في بوهيميا. ولكن مونتسر لم يستخدم هذا إلا كمحطة توقف في الطريق إلى براغ. وفي براغ كانت الكنيسة الهوسية راسخة بالفعل، وكان مونتسر يفكر في العثور على منزل آمن حيث كان بوسعه أن يطور أفكاره اللا لوثرية المتزايدة. وقد وصل إلى هنا في أواخر يونيو عام 1521، ورُحب به على أنه (مارتيني) (تابع للوثر)، وسمح له أن تقديم المواعظ وإلقاء المحاضرات.
كما وجد أن الوقت قد حان لإعداد ملخص لمعتقداته، التي ظهرت في وثيقة معروفة للأجيال القادمة بصورة مضللة بعض الشيء بوصفها بيان براغ. وُجدت هذه الوثيقة في أربعة أشكال: واحد باللغة التشيكية، وواحد باللغة اللاتينية، واثنان باللغة الألمانية. كُتب أحدهما على ورقة كبيرة، كان قياسها حوالي 50 في 50 سنتيمترًا (20 في 20 بوصة)، وتشبه إلى حد كبير اليافطة الإعلانية، ولكنه مكتوب على كلا الجانبين. ومع ذلك، من الواضح أنه لم تُنشر أي من البنود الأربعة في أي شكل أو شكل من الأشكال. تشير محتويات هذه الوثيقة بوضوح إلى مدى انحرافه عن طريق المصلحين في فيتنبرغ، وإلى مدى اعتقاده بأن حركة الإصلاح كانت شيئًا كارثيًا في طبيعتها.
«أنا، توماس مونتسر، أطلب من الكنيسة ألا تعبد إلهًا صامتًا، بل إلهًا حيًا متكلمًا؛ لا أحد من الآلهة أكثر احتقارًا للأمم من إله المسيحيين الحي الذي لا يملكون جزءًا منه».
وبعد اكتشافهم أن مونتسر لم يكن على الإطلاق من ظنوه، طردته سلطات براغ من المدينة في نوفمبر أو ديسمبر من عام 1521. وقضى الإثني عشر شهرًا التالية متجولًا في ساكسونيا، فظهر في إرفورت وفي نوردهاوزن، وقضى في كل منهما عدة أسابيع، وهو يتقدم لشغل المناصب المناسبة ولكنه لم يعين في أي منها. كما زار مسقط رأسه في ستولبرغ لإلقاء خطبه في (عيد الفصح)، وزار فايمار لحضور المناظرات في نوفمبر من عام 1522. وجد عملًا كقسيس في دير للراهبات في جلوشا خارج هاله من ديسمبر 1522 حتى مارس 1523. وهنا لم يجد سوى فرصة ضئيلة لمواصلة رغبته في التغيير، رغم وجود حركة إصلاح محلية قوية ومتشددة؛ وقد أدت محاولته الأولى لكسر القواعد، بتسليم القربان (من كلا النوعين ويقصد الخبز والنبيذ التي تعني في اللاتينية ألتراكيزم) لسيدة نبيلة تدعى فيليسيتاس فون سيليميتز، ربما أدى ذلك إلى طرده مباشرة.

## روابط خارجية
- توماس مونتسر على موقع الموسوعة البريطانية (الإنجليزية)
- توماس مونتسر على موقع ميوزك برينز (الإنجليزية)
- توماس مونتسر على موقع إن إن دي بي (الإنجليزية)